# Johann Lukas von Hildebrandt

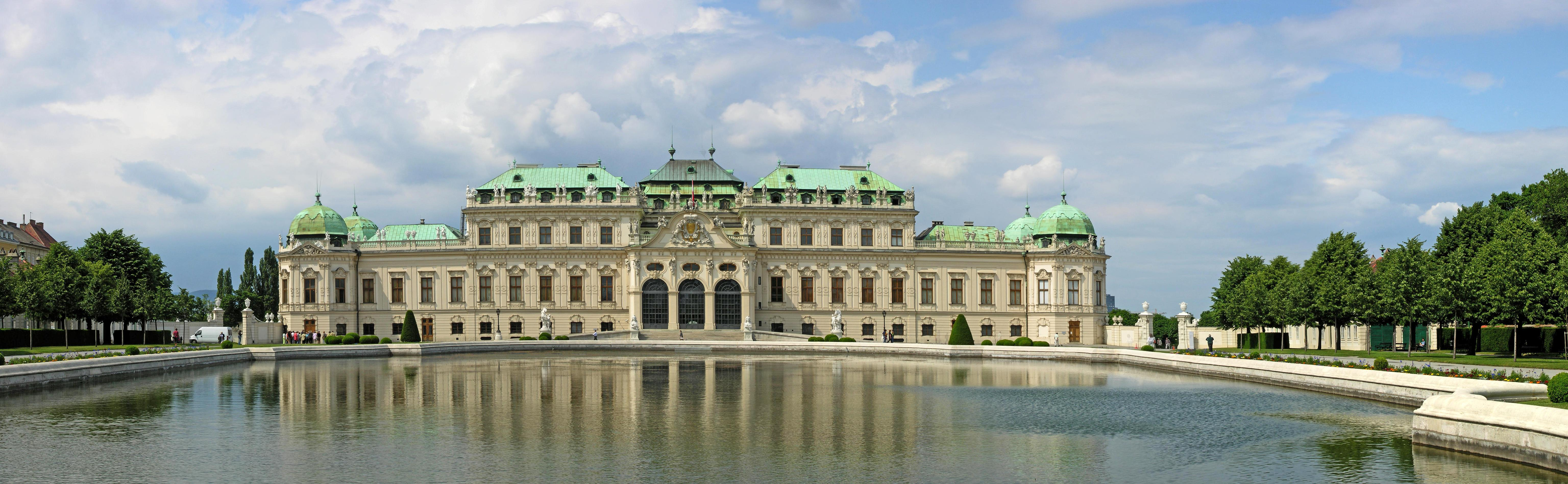
Övre Belvedere, Wien

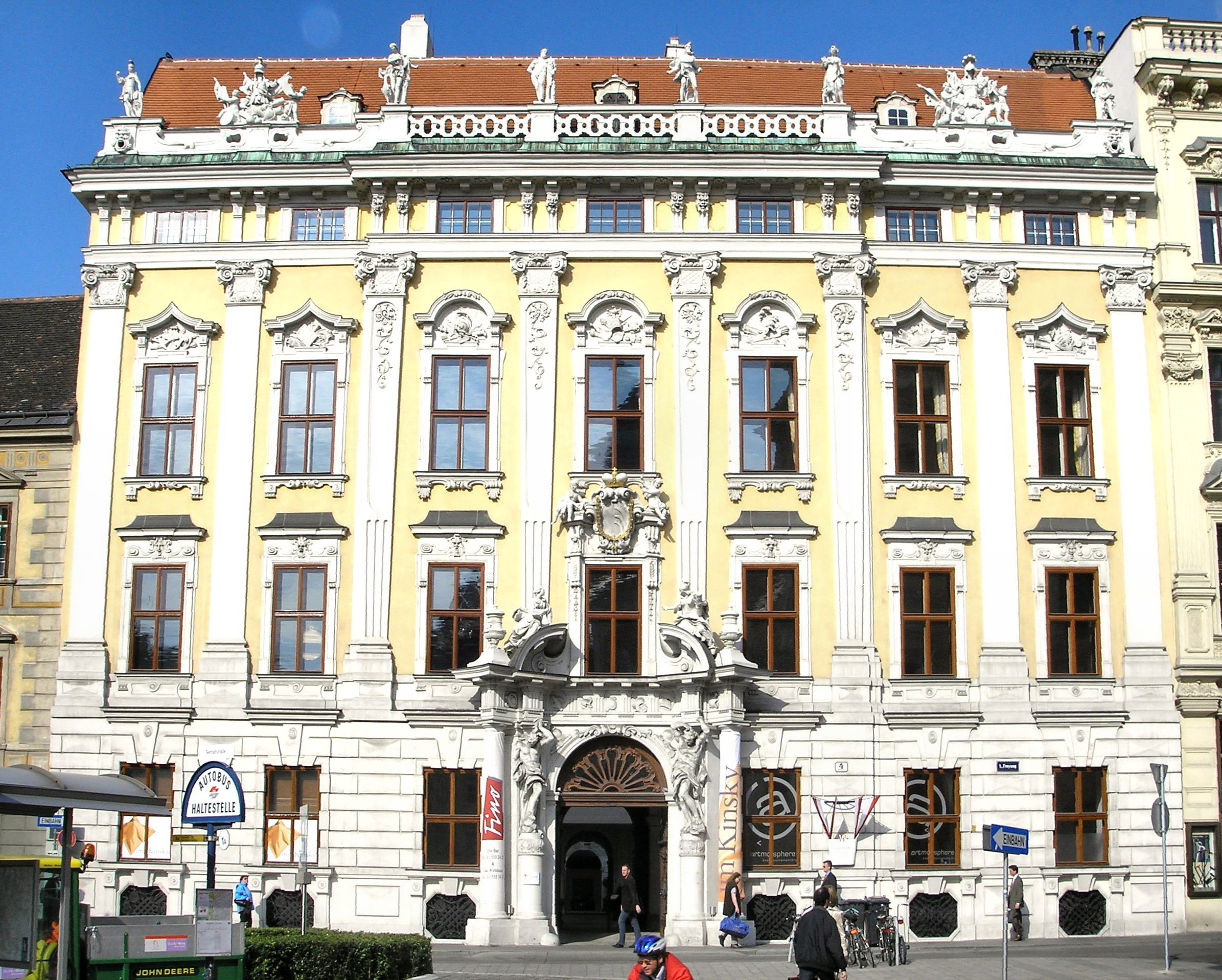
Palais Daun-Kinsky, Wien.

Johann Lukas von Hildebrandt, född 14 november 1668 i Genua, död 16 november 1745 i Wien, var en österrikisk arkitekt under barockepoken.
Hildebrandt var verksam i Wien, elev till Carlo Fontana och var en av Österrikes förnämsta barockmästare. Hans verk karaktäriseras av speciellt livlig taksilhuett och rikligt användande av skulptural utsmyckning.
von Hildebrandts arkitektoniska mästerverk är slottsbyggnaderna Palais Daun-Kinsky (1713–1726) och Övre Belvedere (1721–1723), båda i Wien.